# Área de Conservação da Paisagem de Alatskivi
A Área de Conservação da Paisagem de Alatskivi é um parque natural situado no Condado de Tartu, na Estónia.
A sua área é de 383 hectares.
A área protegida foi designada em 1964 para proteger a região de Alatskivi (incluindo o Lago de Kuningvere). Em 2006, a unidade de conservação foi reformulada como área de preservação paisagística.